# Марки, Вирджилио
Вирджилио Марки (итал. Virgilio Marchi; 21 января 1895, Ливорно — 30 апреля 1960, Рим) — итальянский архитектор и сценический художник-футурист.

## Жизнь и творчество
Вирджилио Марки, наряду с Антонио Сант-Элиа и Марио Кьяттоне, входит в тройку крупнейших архитекторов-футуристов Италии. Видение футуристического города появляется в набросках и проектах Марки уже в 1914 году, до его знакомства во время Первой мировой войны с Филиппо Т. Маринетти, состоявшегося в 1916 году. С этого года молодого архитектора причисляют к поколению второй волны футуризма.
Архитектурные работы Марки являются чистейшей демонстрацией футуристических представлений о мощи и динамике. Проекты гигантских зданий будущего создают впечатление органически выросших образов из бетона, стекла и железа. Цветовая гамма из небесно-голубого и горчично-жёлтого поддерживает иллюзию того, что мы видим произведения некоего параллельного мира, существование которого возможно только где-то в глубинах вселенной.
Вирджилио Марки работал также в кинематографе как художник-постановщик у таких режиссёров, как Роберто Росселлини и Алессандро Блазетти.